# 土浦港
土浦港（つちうらこう）は、茨城県土浦市にある地方港湾。港湾管理者は茨城県。国内第2位の面積を誇る湖、霞ヶ浦（西浦）の土浦入最奥部に面する。
2015年度の発着数は1,170隻（22,230総トン）、利用客数は34,226人（乗込人員17,113人、上陸人員17,113人）である。

## 航路
2社が当港を発着する霞ヶ浦遊覧船を運航している。

### ラクスマリーナ
- 土浦港 → 旧予科練沖 → かすみがうら市沖 → 筑波山展望 → 土浦港

9時台から16時台まで1日10便を運航、始発便・最終便は11月から3月まで運休となる。「ホワイトアイリス」が就航する。

### 常陽観光
- 土浦港 → 旧予科練沖 → 美浦村沖 → かすみがうら市沖 → 土浦港

9時台から16時台まで1日9便を運航、始発便・最終便は4月-11月の間のみ5名以上の予約で運航する。「ジェットホイルつくば」が就航する。

## 施設
- ラクスマリーナ（旧京成マリーナ）

## 交通アクセス
- 土浦駅東口から徒歩約10分。

## 周辺
- 土浦駅
- 霞ヶ浦観光ホテル
- 土浦川口運動公園
- 土浦市営球場